# Brigada 4 Călărași (1916-1918)
Brigada 4 Călărași a fost o mare unitate de cavalerie, de nivel tactic, care s-a constituit la 14/27 august 1916, prin mobilizarea unităților și subunităților existente la pace. Din compunerea brigăzii făceau parte Regimentul 7 Călărași și Regimentul 8 Călărași. Brigada a făcut parte din organica Corpului IV Armată, fiind dislocată la pace în garnizoana Roman. :p. 92
La intrarea în război, Brigada 4 Călărași a fost comandată de colonelul Arion Brown. Brigada 4 Călărași a participat la acțiunile militare pe frontul român, pe toată perioada războiului, între 14/27 august 1916 - 28 ocotmbrie/11 noiembrie 1918.:passim

## Participarea la operații

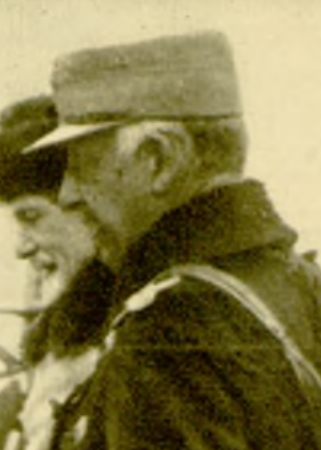
Colonelul Arion Brown, comandantul brigăzii în campania din 1916

### Campania anului 1916
În campania din anul 1916 Brigada 4 Călărași a participat la acțiunile militare în dispozitivul de luptă al Armatei de Nord, participând la ofensiva din Transilvania și prima bătălie de la Oituz. :passim:passim

### Campania anului 1917
În campania din anul 1917 Brigada 4 Călărași a participat la acțiunile militare în dispozitivul de luptă al Armatei 2, participând la a treia bătălie de la Oituz. În această campanie, brigada a fost comandată de colonelul '. :passim:passim

## Comandanți
- Colonel  Arion Brown
- Colonel